# Margarete Schütte-Lihotzky
Pour les articles homonymes, voir Schütte.
Margarete Schütte-Lihotzky (née le 23 janvier 1897 à Vienne et morte le 18 janvier 2000 dans la même ville) est la première architecte autrichienne. Militante anti-nazie, elle est notamment connue pour la conception de la cuisine de Francfort, la première cuisine moderne.

## Formation
Margarete Lihotzky, de son nom de naissance, est née en 1897 dans une famille bourgeoise à Vienne en Autriche,. Fille d'un fonctionnaire aux idées libérales et dont les penchants pacifiques lui firent souhaiter la fin de l'Empire des Habsbourg et la fondation de la république en 1918, Lihotzky devint la première étudiante femme de la Kunstgewerbeschule (aujourd'hui l'université des arts appliqués de Vienne), où des artistes renommés comme Josef Hoffmann, Anton Hanak ou Oskar Kokoschka enseignaient. Lihotzky faillit bien ne pas y rentrer. Sa mère persuada une amie proche de demander au célèbre artiste Gustav Klimt une lettre de recommandation. Elle est la première autrichienne diplômée d'architecture. En 1997, lors des célébrations de son centième anniversaire, se remémorant sa décision d'étudier l'architecture, elle fit la remarque qu'« en 1916 personne ne pouvait concevoir qu'une femme puisse être commanditée pour construire une maison - pas même [elle] ».
Cependant, étudiante d'Oskar Strnad, Lihotzky gagna des prix pour ses projets avant même d'être diplômée. Strnad était à l'époque un des pionniers du sozialer Wohnbau (habitat social) à Vienne, dessinant des logements sociaux accessibles mais confortables pour les classes laborieuses. Inspirée par lui, Lihotzky comprit que le design fonctionnaliste était la nouvelle tendance qui deviendrait bientôt une exigence.
Lihotzky obtint son diplôme en 1919. À la fin de la même année, elle partit à Rotterdam pour accompagner des enfants viennois qui y avaient été envoyés à cause de la famine d'après-guerre en Autriche. Sur place, elle donna des cours de dessins à des enfants et travailla dans un bureau d'architecture. Elle fréquenta également des cours du soirs donnés par l'architecte Hendrik Petrus Berlage. Lihotzky rentra à Vienne au cours de l'été 1920.
Après son diplôme et parmi d'autres projets, elle travailla avec son mentor Adolf Loos, aménageant des lotissements résidentiels pour les invalides et les vétérans de la Première Guerre mondiale.

## La cuisine de Francfort

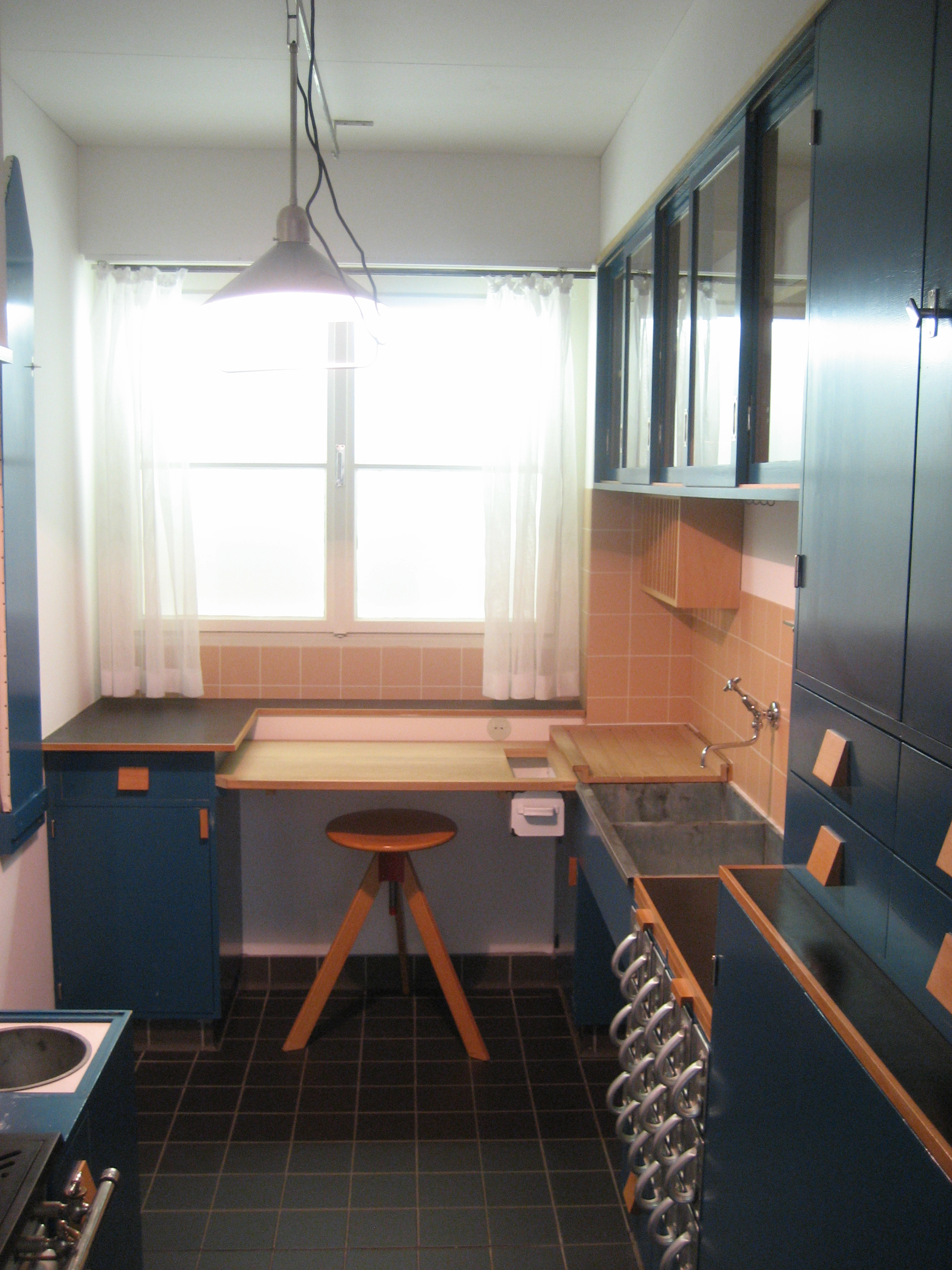
Cuisine de Francfort, (reconstruction), Museum für angewandte Kunst (MAK), Vienne.

En 1926, l'architecte et urbaniste Ernst May, alors architecte municipal de Francfort-sur-le-Main en Allemagne, fit appel à elle. Il avait le pouvoir politique et les ressources financières pour résoudre le problème de pénurie de logement à Francfort. Lui et Lihotzky, avec bien sûr les autres membres de l'équipe d'architectes réunis autour de May, firent bénéficier de leurs valeurs humanitaires et de leur approche fonctionnelle des milliers d'unités de logement.
Lihotzky continua son travail en dessinant les jardins d'enfants, des résidences universitaires, des écoles et d'autres bâtiments communautaires. C'est à Francfort qu'elle rencontra son collègue Wilhelm Schütte avec qui elle se maria quelques années après. En 1926, Lihotzky créa aussi la cuisine de Francfort (en allemand : Frankfurter Küche) qui devint le prototype de la cuisine équipée, aujourd'hui classique dans les foyers occidentaux. Se basant sur les recherches scientifiques américaines sur l'organisation au travail dues à Frederick Winslow Taylor, ainsi que sur ses propres recherches, Lihotzky se référa au modèle de cuisine des wagons-restaurants pour concevoir sa cuisine-laboratoire dédiée aux tâches ménagères, utilisant un minimum de place, mais offrant un confort maximum et des équipements adaptés à la ménagère. Le conseil social de Francfort installa finalement 10 000 de ces cuisines préfabriquées en masse dans ses appartements nouvellement construits pour la classe ouvrière.

## La «brigade de May»
Quand la situation politique de la république de Weimar commença à se dégrader et favorisa indûment la droite, Schütte-Lihotzky rejoignit l'équipe de dix-sept architectes, dont son mari, appelée la « brigade de May » parce que conduite par Ernst May. En 1930, ils se rendirent en train à Moscou. Là le groupe d'architectes fut commissionné pour aider à la réalisation du premier plan quinquennal de Staline, comme, par exemple, construire une ville industrielle, Magnitogorsk, qui était située loin de tout grand centre, dans le sud de l'Oural, où il n'existait alors que des baraquements en bois et des huttes en boue : il était prévu d'en faire en quelques années une ville de 200 000 habitants, la majorité d'entre eux travaillant dans l'industrie de l'acier. Bien que soit créditée à la brigade de May la construction de vingt villes en trois ans, les conditions politiques furent mauvaises et le résultat mitigé. May quitta l'URSS en 1933 quand son contrat arriva à expiration.
À l'exception de quelques courts voyages et conférences au Japon et en Chine, Schütte-Lihotzky resta en URSS jusqu'en 1937, quand les Grandes Purges de Staline rendirent la vie insupportable et dangereuse. Elle et son mari déménagèrent d'abord à Londres, puis à Paris. En 1933 Schütte-Lihortzky avait présenté certains de ses travaux à l'exposition universelle de Chicago, intitulée Century of Progress.

## Les années de guerre
En 1938 Schütte-Lihotzky et son mari s'installèrent à Paris puis acceptèrent la proposition de venir enseigner à l'Académie d'Art d'Istanbul en Turquie, tout comme un autre allemand exilé, Bruno Taut, qui malheureusement décéda peu après son installation en Turquie. Lihotzky dessina alors des bâtiments pour des jardins d'enfants basés sur les idées de Maria Montessori. À l'aube de la Seconde Guerre mondiale, Istanbul était un endroit sûr pour tous les exilés européens qui y trouvaient la possibilité de se rencontrer ; c'était même un point de chute très courant pour des exilés allemands, et les Schütte eurent l'occasion d'y croiser des artistes comme les musiciens Béla Bartók ou Paul Hindemith.
À Istanbul, Schütte-Lihotzky rencontra aussi Herbert Eichholzer, un confrère autrichien, qui organisait à l'époque la résistance communiste contre le régime nazi. En 1939 elle adhéra au KPÖ, le Parti communiste d'Autriche, et en décembre 1940 elle retourna volontairement en Autriche avec Eichholzer pour prendre secrètement contact avec les mouvements de résistance autrichiens communistes. Elle fut arrêtée par la Gestapo le 22 janvier 1941, vingt-cinq jours seulement après son arrivée. Alors qu'Eichholzer et d'autres « conspirateurs » arrêtés en même temps, furent reconnus coupables de haute trahison, condamnés à mort par leVolksgerichtshof et exécutés en 1943, Schütte-Lihotzky fut seulement condamnée à quinze ans d'emprisonnement et incarcérée à la prison de Aichach en Bavière, où elle fut finalement libérée par les troupes américaines le 25 avril 1945.

## La reconnaissance
Après la guerre, elle partit travailler à Sofia en Bulgarie, puis finalement retourna s'installer dans sa Vienne natale en 1947. Mais conservant ses idées politiques intactes — elle demeura communiste —, elle ne reçut aucune commande publique importante dans cette Autriche d'après-guerre, et cela alors même qu'énormément de bâtiments avaient été détruits à travers le pays et qu'on était en pleine reconstruction (Wiederaufbau). C'est pourquoi, à part quelques maisons particulières, Schütte-Lihotzky travailla comme consultante en Chine, à Cuba et en Allemagne de l'Est. En 1951 elle se sépara de son mari Wilhelm Schütte.
Ses réalisations furent tardivement reconnues par les autorités autrichiennes. Elle reçut le prix de l'architecture de la ville de Vienne en 1980. En 1985, elle publia ses mémoires, Erinnerungen aus dem Widerstand (« Souvenir de la Résistance »). Puis d'autres récompenses lui furent remises mais, fidèle à ses convictions, elle refusa en 1988 d'être honorée par Kurt Waldheim, alors président de la fédération autrichienne, en raison de son comportement douteux durant la guerre. En 1995, elle fut une des rescapés de la Déportation en Autriche qui traîna en justice Jörg Haider après que celui-ci, lors des débats au parlement autrichien à propos des bombardements sur Rome, qualifia les camps de concentration nazis de « camps de prisonniers ».
Margarete Schütte-Lihotzky est morte à Vienne le 18 janvier 2000, de complications à la suite d'une grippe, cinq jours seulement avant son cent troisième anniversaire. Elle fut inhumée dans une Ehrengrab (« tombe d'honneur ») dans le Cimetière central de Vienne du quartier Simmering à Vienne.